# 島根県道31号仁摩邑南線
島根県道31号仁摩邑南線（しまねけんどう31ごう にまおおなんせん）は、島根県大田市仁摩町仁万（にま）と同県邑智郡邑南町高見を結ぶ県道（主要地方道）である。

## 概要
浜田自動車道大朝ICや広島市方面と大田市を結ぶ幹線道路であるが、川本町中心部や川本以南など未改良のまま残されている箇所も少なくない。

### 路線データ
- 起点：大田市仁摩町仁万（仁万交差点、国道9号・島根県道200号仁万停車場線交点）
- 終点：邑智郡邑南町高見（島根県道・広島県道7号浜田作木線・島根県道293号高見出羽線交点）
- 総延長：44.4 km[要出典]
- 実延長：44.4 km[要出典]

## 歴史
- 1971年6月26日 - 建設省（当時）告示第1,069号により島根県道仁摩瑞穂線が主要地方道に認定される。
  - 前身は島根県道仁摩大森線および島根県道多田大森線の全線と島根県道大田井田江津線・島根県道君谷川本線・島根県道川本邑智線・島根県道川本赤来線・島根県道出羽川本線の各一部である。
- 1972年3月21日 - 島根県告示第208号により島根県道仁摩瑞穂線が認定される。間もなく県道番号の整理が行われ、島根県道31号仁摩瑞穂線となる。
- 1993年（平成5年）5月11日 - 建設省から、県道仁摩瑞穂線が仁摩瑞穂線として主要地方道に再指定される[1]。
- 2004年10月1日 - 邑智郡に属する石見・瑞穂両町と羽須美村が対等合併して邑智郡邑南町が発足したことに伴い終点の地名表記が変更される（邑智郡瑞穂町高見→邑智郡邑南町高見）。
- 2005年10月1日 大田市と邇摩郡の全2町（仁摩・温泉津両町）が対等合併して改めて大田市が発足したことに伴い起点の地名表記が変更される（邇摩郡仁摩町仁万町→大田市仁摩町仁万）。
- 2006年3月31日 - 島根県告示第365号により現行の路線名称に変更される。

## 路線状況

### 重複区間
- 島根県道46号大田桜江線（大田市大森町 - 大田市祖式町）
- 島根県道291号別府川本線（邑智郡川本町多田 - 邑智郡川本町久座仁間）
- 島根県道291号別府川本線（邑智郡川本町川本 地内）
- 島根県道40号川本波多線（邑智郡川本町川本 地内）

### 道路施設

#### トンネル
- 新大森トンネル（大田市仁摩町大国 - 大田市大森町間、延長：703 m）
- 石見銀山トンネル（大田市大森町、延長：492 m）…南側坑口が間歩をかたどっている。
- 川本トンネル（邑智郡川本町小谷）
- 八色石隧道（邑智郡川本町川本 - 邑智郡邑南町八色石間、延長：118 m）

#### 道の駅
- ごいせ仁摩（大田市）

## 地理

### 通過する自治体
- 大田市
- 邑智郡
  - 川本町
  - 邑南町

### 交差する道路
| 交差する道路                                                                                   | 市町村名 | 市町村名 | 交差する場所       | 交差する場所        |
| ---------------------------------------------------------------------------------------------- | -------- | -------- | ------------------ | ------------------- |
| 国道9号 島根県道200号仁万停車場線                                                              | 大田市   | 大田市   | 仁摩町仁万（にま） | 仁万交差点 / 起点   |
| E9 山陰自動車道                                                                                | 大田市   | 大田市   | 仁摩町大国         | 37 仁摩・石見銀山IC |
| 島根県道290号大国馬路停車場線                                                                  | 大田市   | 大田市   | 仁摩町大国         |                     |
| 島根県道46号大田桜江線 重複区間起点                                                            | 大田市   | 大田市   | 大森町             |                     |
| 島根県道186号美郷大森線                                                                        | 大田市   | 大田市   | 水上町福原         |                     |
| 島根県道46号大田桜江線 重複区間終点                                                            | 大田市   | 大田市   | 祖式町             |                     |
| 島根県道291号別府川本線 重複区間起点                                                           | 邑智郡   | 川本町   | 多田               |                     |
| 島根県道291号別府川本線 重複区間終点                                                           | 邑智郡   | 川本町   | 久座仁             |                     |
| 島根県道40号川本波多線 重複区間起点                                                            | 邑智郡   | 川本町   | 川本               |                     |
| 島根県道222号川本停車場線                                                                      | 邑智郡   | 川本町   | 川本               |                     |
| 島根県道40号川本波多線 重複区間終点 島根県道291号別府川本線 重複区間起点                       | 邑智郡   | 川本町   | 川本               |                     |
| 島根県道291号別府川本線 重複区間終点                                                           | 邑智郡   | 川本町   | 川本               |                     |
| 島根県道296号川本美郷線                                                                        | 邑智郡   | 川本町   | 川本               |                     |
| 島根県道55号邑南飯南線                                                                         | 邑智郡   | 邑南町   | 八色石             |                     |
| 島根県道・広島県道7号浜田作木線 広島県道・島根県道112号三次江津線 重複 島根県道293号高見出羽線 | 邑智郡   | 邑南町   | 高見               | 終点                |

### 沿線にある施設など
- 大田市役所仁摩支所
- 島根県立島根中央高等学校
- 島根県川本警察署
- 川本町役場
- 江の川
- 石見銀山遺跡…代官所や間歩（坑道）、古い街並みが残されている。
- 羅漢寺…五百羅漢で有名。